# Croton turumiquirensis
Espèce
Classification APG III (2009)
Croton turumiquirensis est une espèce de plantes à fleurs du genre Croton et de la famille des Euphorbiaceae, présente au nord du Venezuela.